# Автошлях Т 2523
Автошля́х Т 2523 — автомобільний шлях територіального значення у Чернігівській області. Пролягає територією Борзнянського та Бахмацького районів через Борзну — Стрільники — Бахмач. Загальна довжина — 26,3 км.

## Маршрут
Автошлях проходить через такі населені пункти:
| Автошлях Т 2523      |              |
| Чернігівська область |              |
| Борзнянський район   |              |
| Борзна               | Т 2524Т 2552 |
| Шаповалівка          | Т 2521       |
|                      | E101М02      |
| Миколаївка           |              |
| Бахмацький район     |              |
| Стрільники           |              |
| Бахмач               | Т 2514Т 2531 |